# Präsidentschaftswahl in der Ukraine 2010

Standarte des Präsidenten der Ukraine

Die Präsidentschaftswahl in der Ukraine 2010 fand am 17. Januar und 7. Februar (Stichwahl) statt. Als Gewinner ging Oppositionsführer Wiktor Janukowytsch hervor. Er wurde am 25. Februar 2010 als vierter Präsident der Ukraine vereidigt.

## Streit um den Wahltermin
Am 1. April 2009 beschloss das ukrainische Parlament den Wahltermin 25. Oktober mit 401 von 450 Stimmen. Der amtierende Staatspräsident Wiktor Juschtschenko hatte sich zuvor für einen Termin im Januar 2010 ausgesprochen. Die ukrainische Verfassung besagt, dass die Wahl am letzten Sonntag des fünften Amtsjahres des Präsidenten stattfinden soll. Allerdings war umstritten, ob das schon anzuwenden sei, nachdem die betreffende Bestimmung erst während der laufenden Amtszeit geschaffen worden war. Präsident Juschtschenko focht den Parlamentsbeschluss zum Wahltermin vor dem Verfassungsgericht an. Dieses entschied am 12. Mai 2009, dass der Wahltermin 25. Oktober nicht verfassungskonform sei. Die erste Runde der Präsidentschaftswahl musste danach am 17. Januar 2010 stattfinden.

## Diskussion um Verfassungsänderung
Vertreter des regierenden Blocks Julija Tymoschenko (BJuT) und der oppositionellen Partei der Regionen (PR) führten in der Mitte des Jahres 2009 Gespräche über die Bildung einer Großen Koalition, um die politische Blockade der Ukraine zu überwinden. Im Gespräch war dabei auch eine Verfassungsänderung, in Zukunft den Staatspräsidenten vom Parlament wählen zu lassen. Der Vorsitzende der PR, Wiktor Janukowytsch, sprach sich jedoch für eine Beibehaltung der Direktwahl aus. Ministerpräsidentin Tymoschenko erklärte am 7. Juni die Koalitionsgespräche mit Janukowytsch für gescheitert, da dieser ein Mindestalter von 50 Jahren für Präsidentschaftskandidaten gefordert habe, um dadurch die Zahl seiner möglichen Gegner auf juristischem Wege zu verringern.

## Kandidaten
Folgende 18 Kandidaten waren für die Wahl registriert:
- Inna Bohoslowska, Parlamentsabgeordnete, gewählt für die Partei der Regionen, stellvertretende Vorsitzende des Ausschusses für Kultur und Geistigkeit
- Mychajlo Brodskyj, Vorsitzender der Partei der Freien Demokraten
- Anatolij Hryzenko, Parlamentsabgeordneter, Mitglied von Unsere Ukraine, Vorsitzender des Ausschusses für Nationale Sicherheit und Verteidigung
- Wiktor Janukowytsch, Partei- und Fraktionsvorsitzender der Partei der Regionen, Zweiter bei Präsidentschaftswahl 2004
- Arsenij Jazenjuk, Parlamentsabgeordneter
- Wiktor Juschtschenko, Amtsinhaber, Mitglied der Partei „Unsere Ukraine“
- Jurij Kostenko, Mitglied der Ukrainischen Volkspartei, Parlamentsabgeordneter
- Wolodymyr Lytwyn, Parlamentspräsident, Vorsitzender des Wahlbündnisses Blok Lytwyna
- Oleksandr Moros, Vorsitzender der Sozialistischen Partei der Ukraine
- Oleksandr Pabat, Präsident der Gemeinschaft „Bürgerliches Aktiv Kiews“
- Wassyl Protywsich, geboren Humenjuk, parteilos, Präsident der Industrie- und Handelskammer Iwano-Frankiwsk (sein neuer Name, den er erst kürzlich angenommen hat, lässt sich als „Gegen alle“, Proty wsich, übersetzen, eine Stimmoption auf dem Wahlzettel)
- Serhij Ratuschnjak, parteilos, Bürgermeister der westukrainischen Stadt Uschhorod
- Oleh Rjabokon, parteilos, Unternehmer
- Petro Symonenko, Parteivorsitzender der Kommunistischen Partei der Ukraine sowie Fraktionschef in der Werchowna Rada
- Ljudmyla Suprun, Mitglied der Volksdemokratischen Partei, Vorsitzende der Staatlichen Agentur der Ukraine für Investitionen und Innovationen
- Serhij Tihipko, Vorsitzender der Partei „Starke Ukraine“[5]
- Oleh Tjahnybok, Mitglied und Vorsitzender der Allukrainischen Vereinigung „Freiheit“
- Julija Tymoschenko, Premierministerin, Mitglied der Allukrainischen Vereinigung „Vaterland“, Vorsitzende des Blocks Julija Tymoschenko[6]

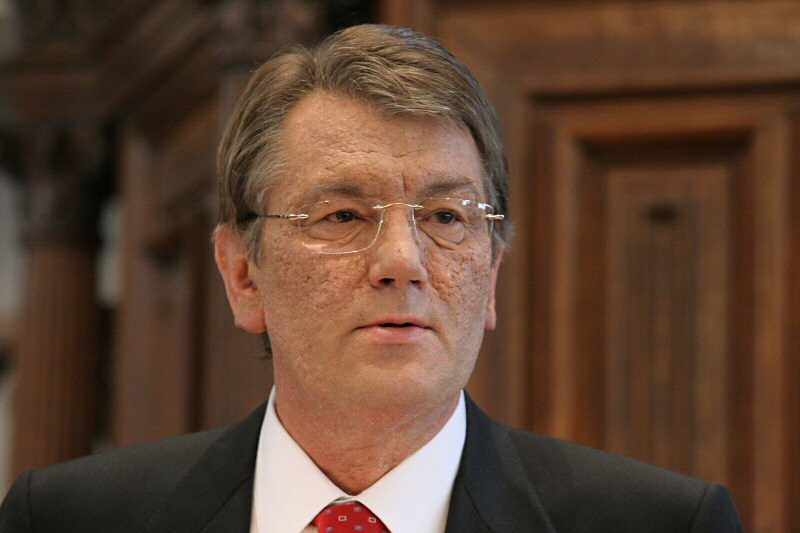
Amtsinhaber Wiktor Juschtschenko
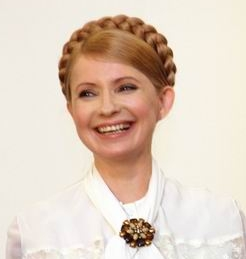
Julija Tymoschenko
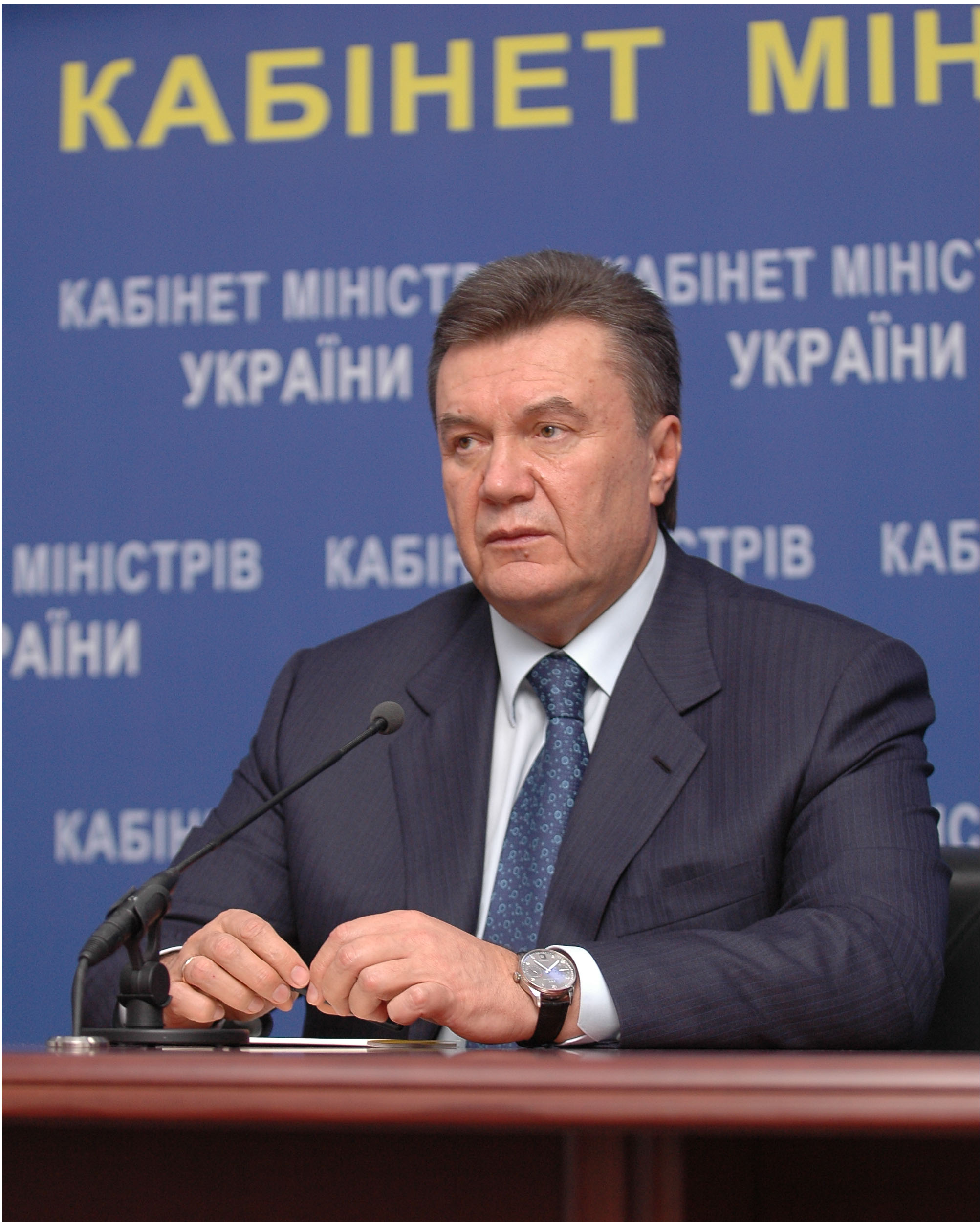
Wiktor Janukowytsch
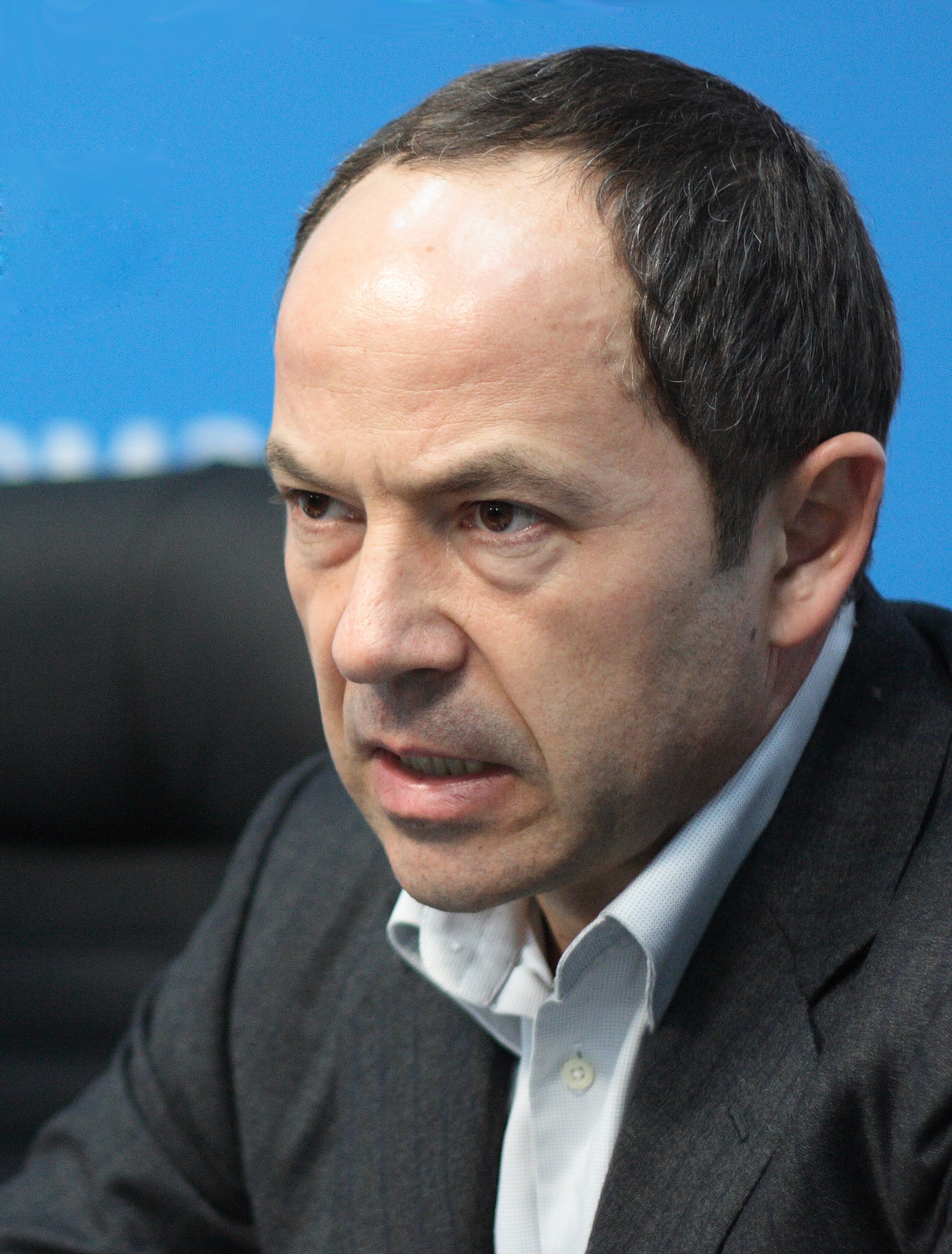
Serhij Tihipko
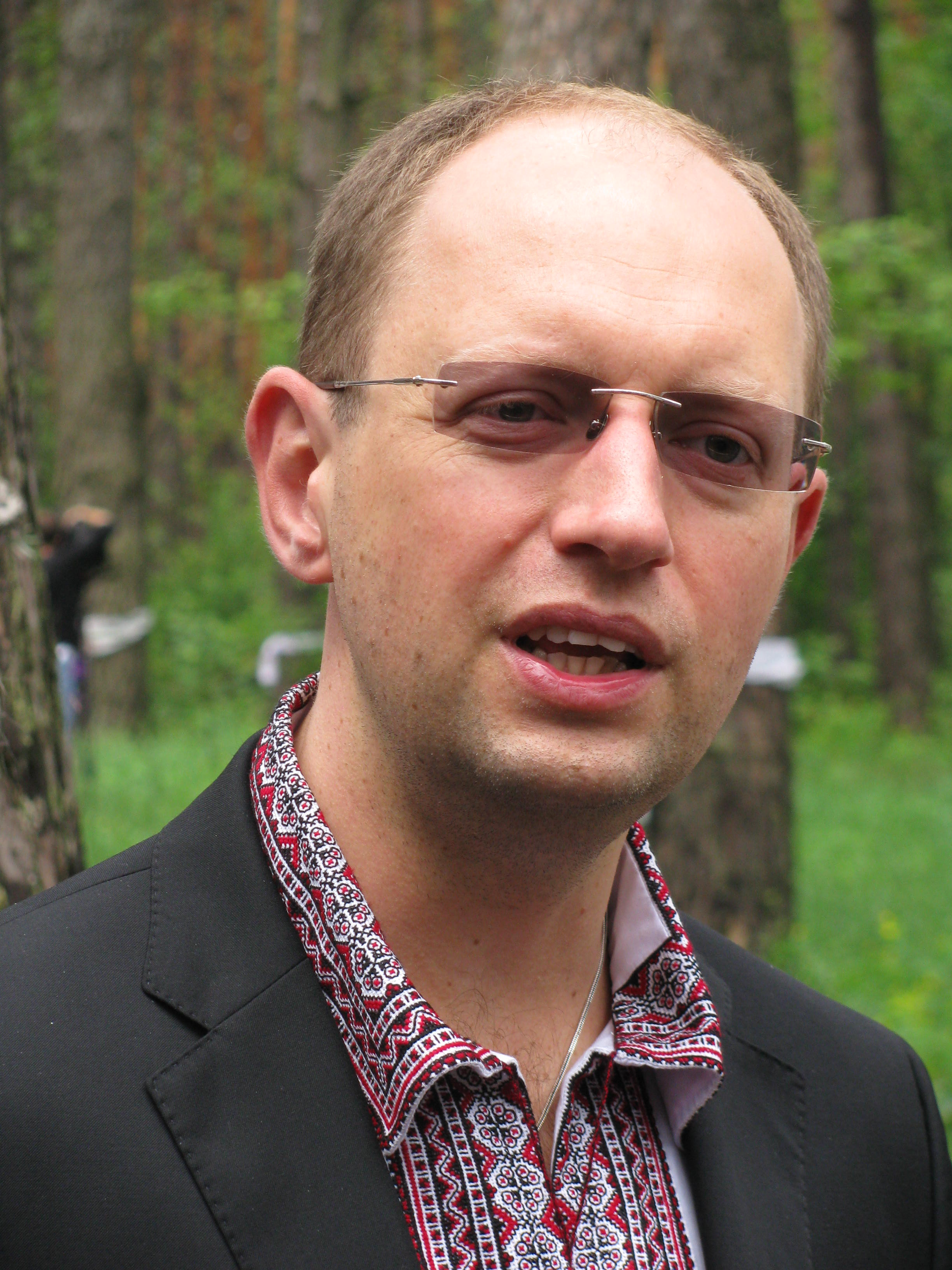
Arsenij Jazenjuk
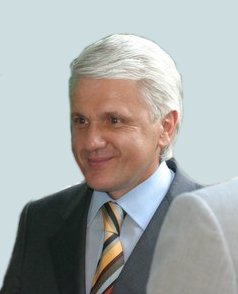
Wolodymyr Lytwyn
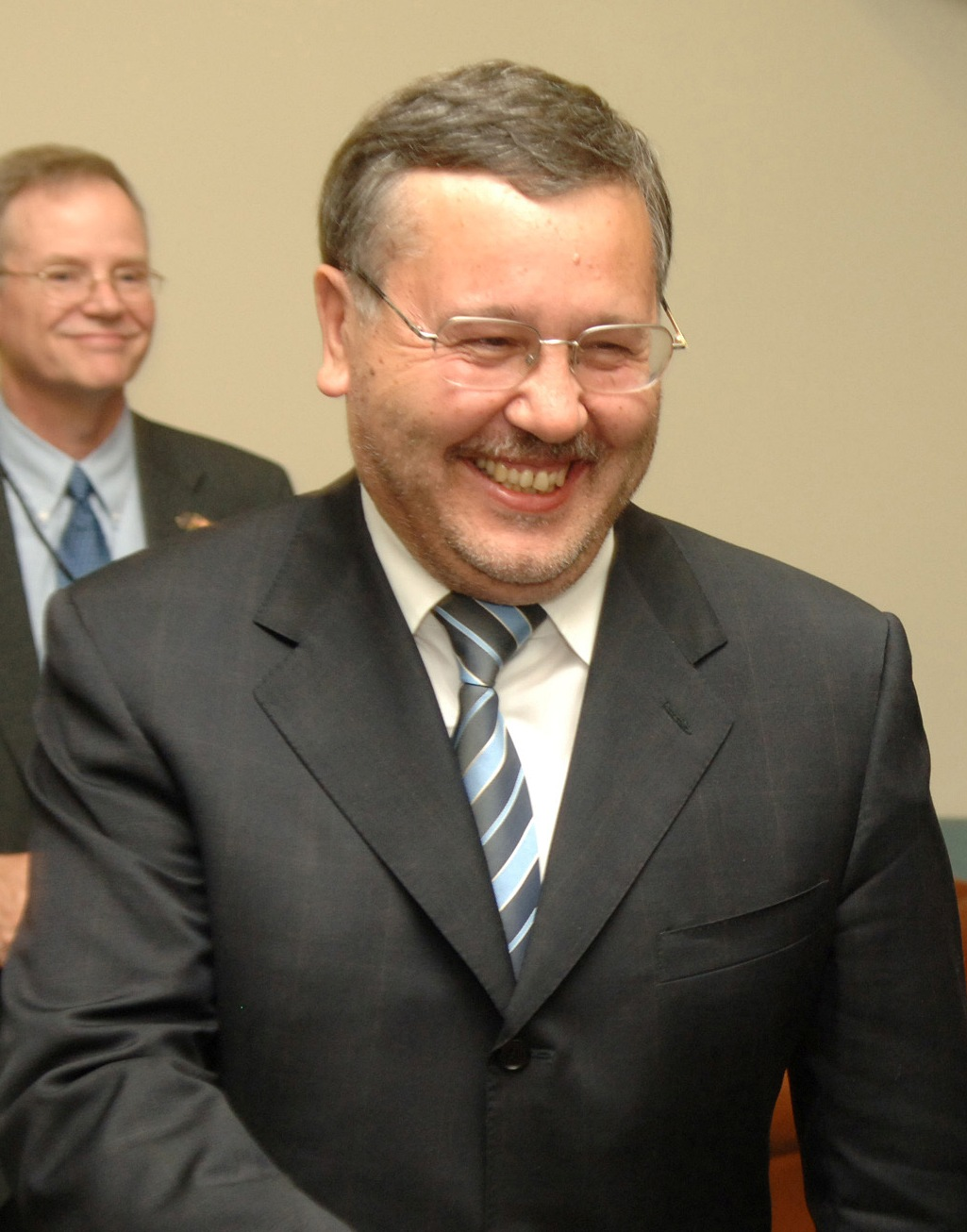
Anatolij Hryzenko
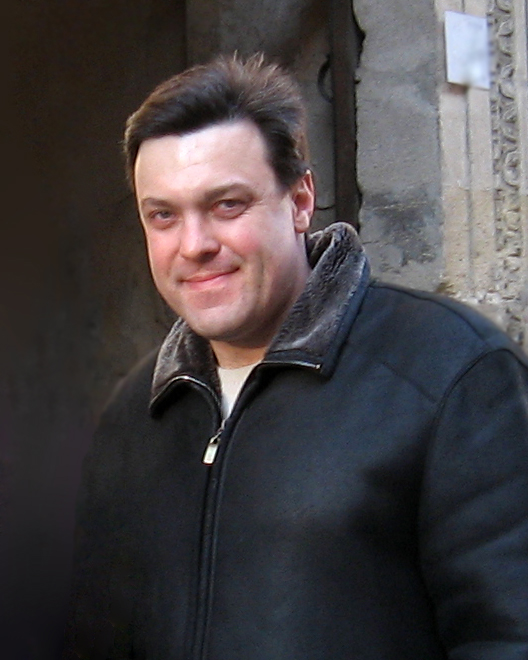
Oleh Tjahnybok

## Ergebnisse

### Erster Wahlgang
| Kandidat                                  | 1. Wahlgang1 | 1. Wahlgang1 |
| Kandidat                                  | Stimmen      | Anteil       |
| ----------------------------------------- | ------------ | ------------ |
| Wiktor Janukowytsch                       | 8.687.000    | 35,32 %      |
| Julija Tymoschenko                        | 6.160.000    | 25,05 %      |
| Serhij Tihipko                            | 3.211.000    | 13,05 %      |
| Arsenij Jazenjuk                          | 1.712.000    | 6,96 %       |
| Wiktor Juschtschenko                      | 1.342.000    | 5,45 %       |
| Petro Symonenko                           | 873.000      | 3,54 %       |
| Wolodymyr Lytwyn                          | 579.000      | 2,35 %       |
| Oleh Tjahnybok                            | 352.282      | 1,43 %       |
| Anatolij Hryzenko                         | 296.000      | 1,2 %        |
| Inna Bohoslowska                          | 102.000      | 0,41 %       |
| Oleksandr Moros                           | 95.000       | 0,38 %       |
| Jurij Kostenko                            | 54.000       | 0,22 %       |
| Ljudmyla Suprun                           | 47.000       | 0,19 %       |
| Wassyl Protywsich                         | 40.000       | 0,16 %       |
| Oleksandr Pabat                           | 35.000       | 0,14 %       |
| Serhij Ratuschnjak                        | 30.000       | 0,12 %       |
| Mychajlo Brodskyj                         | 15.000       | 0,06 %       |
| Oleh Rjabokon                             | 8.334        | 0,03 %       |
| 1 Zentralna wybortscha komissija Ukrajiny |              |              |

- Während Wiktor Janukowytsch in allen Regionen der Ostukraine in Führung lag, führte Julija Tymoschenko in fast allen Regionen der Westukraine. Ausnahme: Auch in der westukrainischen Oblast Transkarpatien, wo eine regionalistische Bewegung der Russinen aktiv ist, führte Janukowytsch vor Tymoschenko.[7]
- In den meisten Regionen der Westukraine erhielt Janukowytsch die zweitmeisten Stimmen hinter Tymoschenko. Ausnahmen: Wiktor Juschtschenko wurde Zweitplatzierter in den galizischen Regionen Iwano-Frankiwsk, Ternopil und Lwiw. Serhij Tihipko wurde Zweitplatzierter in der Oblast Wolyn und der Hauptstadt Kiew, Arsenij Jazenjuk wurde Zweiter in der Oblast Tscherniwzi.[7]
- In den meisten Regionen der Ostukraine erhielt nicht Tymoschenko, sondern Tihipko die zweitmeisten Stimmen hinter Janukowytsch. Ausnahme: Tymoschenko wurde Zweitplatzierte in den Regionen Cherson, Krim und Mykolajiw.[7]

### Stichwahl
| Kandidat            | Stimmen    | Anteil  |
| ------------------- | ---------- | ------- |
| Wiktor Janukowytsch | 12.481.266 | 48,95 % |
| Julija Tymoschenko  | 11.593.357 | 45,47 % |

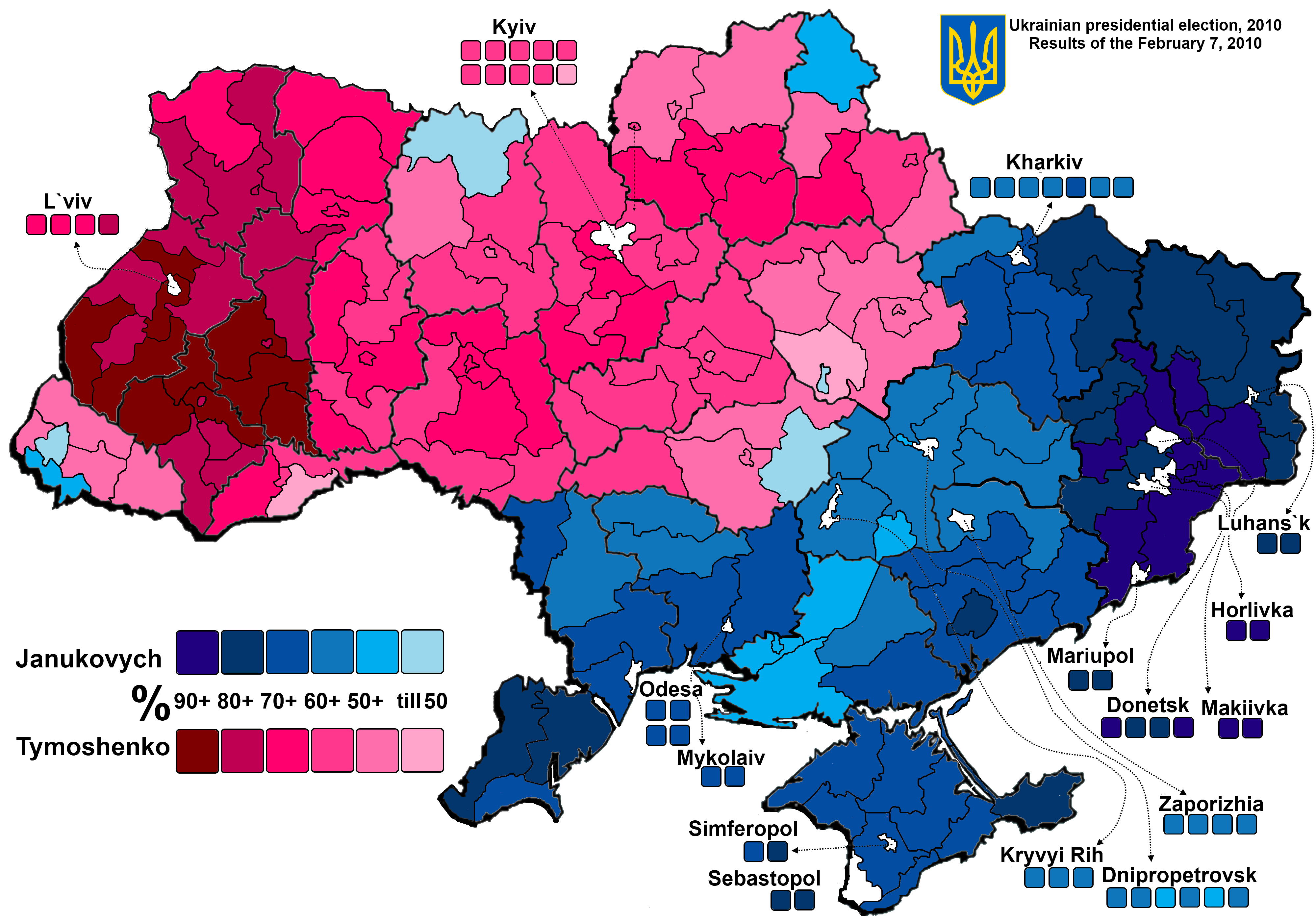
Ergebnisse der Stichwahl nach Wahlkreisen.

In der Stichwahl am 7. Februar 2010 erhielt Wiktor Janukowitsch 49 % und Julia Tymoschenko 46 % der Stimmen. Die Ergebnisse entsprachen allen unabhängigen Exit-Polls, die vor der Stimmenauszählung durchgeführt wurden. Trotz weit verbreiteter Befürchtungen, dass sich der Wahlbetrug von 2004 wiederholen könnte, wurden die Wahlen 2010 weithin als „frei und fair“ angesehen. Die OSZE schrieb in ihrem Abschlussbericht: „Die Präsidentschaftswahlen entsprachen den meisten OSZE-Verpflichtungen und anderen internationalen Standards für demokratische Wahlen und festigten die seit 2004 erzielten Fortschritte. Der Prozess war transparent und bot den Wählern eine echte Wahl zwischen Kandidaten, die unterschiedliche politische Ansichten vertraten. Unbewiesene Behauptungen über groß angelegten Wahlbetrug wirkten sich jedoch negativ auf die Wahlatmosphäre und das Vertrauen der Wähler in den Prozess aus.“
Der Block Julia Tymoschenko kündigte an, das Wahlergebnis vor Gericht anzufechten und eine dritte Wahlrunde anzustreben; nach einer Anhörung vor dem Obersten Verwaltungsgericht zog Tymoschenko ihre Wahlbeschwerde zurück. Sie bezeichnete ihre Beschwerde als zwecklos und warf dem Gericht Parteilichkeit vor. Am 25. Februar 2010 wurde Wiktor Janukowytsch als Präsident der Ukraine vereidigt.